# Bandera de Durazno
La Bandera de Durazno, Uruguay, utiliza un fondo de color azul. Posee 18 estrellas ubicadas en un círculo que representan a los otros 18 departamentos de Uruguay, siendo la estrella grande del medio la que representa a Durazno, departamento ubicado en el centro del país.
Las dos franjas celestes representan al río Yí y al río Negro, que rodean al departamento.
La bandera fue diseñada por el arquitecto Andrés Martínez Bruno, quien ganó un concurso del cual participaron otros 248 proyectos. Fue izada por primera vez el 12 de octubre de 2000, día en el cual se conmemoraba el 179 aniversario de la fundación de la ciudad de Durazno, capital del departamento.
- Datos: Q2313421